# 宁波图书馆
宁波图书馆，简称“甬图”，是一座位于中华人民共和国浙江省宁波市的公共图书馆，隶属于宁波市人民政府，归属宁波市文化广电旅游局管理，是宁波市人民政府设立的公益一类事业单位法人。作为宁波市公共图书馆服务体系的中心馆，宁波图书馆除藏有纸质和电子图书期刊报纸外，亦有手札、书法、画册、照片、音乐和影视资料等多种类型的馆藏。其中，館方在保存在地文物的工作中，已收藏了甬籍著名人士的著述以及宁波地方报刊、地方志的宁波地方文献库，为图书馆的特色馆藏。以上述馆藏为基础，图书馆开展了针对宁波及周边地区文献资源的研究。截止2020年底，馆内藏有纸质图书310万册（其中古籍近8万册）、电子图书360余万种、电子期刊1.5万种。
宁波图书馆是文化和旅游部评定的国家一级图书馆。图书馆前身为1927年9月开馆的宁波市市立图书馆，经过数度改制和搬迁，现运营有两座主要馆舍。位于宁波市海曙区永丰路135号的永丰馆（旧馆），由包玉剛捐资修建，于1989年5月1日开馆。位于鄞州区宁穿路2100号的新馆，地处宁波东部新城，由丹麦SHL建筑师事务所设计，于2018年12月28日开馆。

## 历史

### 中華人民共和國建立前
清光绪十年（1884年），洋务运动领导者之一、宁绍兵备道薛福成在道署西侧以独秀山基础扩建了后乐园（现址为宁波中山公园）:61，后乐园的修建旨在为教育民众、启迪思想提供场所，并为士人学习提供空间，其中设有揽秀堂藏书楼。光绪二十年（1894年），吴引荪继任宁绍兵备道道员，将揽秀堂藏书楼改称为崇实书院藏书楼，并通过购书和捐赠的方式增加了藏书楼的藏书量:1535。光绪三十一年（1905年），崇实书院改为宁波教育会。1913年，宁波府所属六县的公会在后乐园建造了三座西式楼房，将薛福成、吴引荪以及后来各时期添置的全部书籍藏于其中，并将三座藏书楼命名为“薛楼”。在此期间，随着人们求知需求的增加，社会上自发形成了四明学会图书馆、四明少年图书馆、宁波少年图书馆、青年会藏书室和通俗图书馆等具有平等、开放性质的图书馆。
1926年，四明学会图书馆、宁波少年图书馆、通俗书报社三个团体在后乐园召开联席会议，共同商议创建宁波公共图书馆的事宜。1927年，國民革命軍北伐胜利后宁波设市，5月，宁波市长罗惠侨决定将薛楼改为宁波市市立图书馆。宁波市市立图书馆于9月正式开馆，由张汝钊任首任馆长，该馆成为宁波历史上第一个真正意义上的公共图书馆，也成为了宁波图书馆的前身。1931年宁波市建制被撤销，宁波市立图书馆与鄞县县立图书馆合并，图书馆更名为鄞县县立图书馆:22:2418。1932年，因馆舍狭窄，在宁波教育会与宁波商会协商之下，图书馆与国货陈列馆交换场地，迁至府侧街（今府桥街），1937年抗日战争爆发后，图书馆又迁回位于中山公园的原址。

### 中華人民共和國建立後
1949年5月25日中国人民解放军攻克宁波后，宁波市军事管制委员会成立。军管会文教部于6月接管了鄞县县立图书馆。接管时馆内共有馆藏图书1.5万余册，约有一半为古籍，藏书经宁波市文教局组织整理，其中的可用图书移交至宁波市人民文化馆阅览室，古籍则移藏于天一阁古物陈列所。宁波市人民文化馆书报阅览室在这一时期继承了宁波公共图书馆的职能。
1953年，宁波市图书馆在中山公园旧馆址重新成立，馆舍面积660平方米，藏书8,946册。藏书中大部分为人民文化馆阅览室移交回的前鄞县县立图书馆藏书。1962年9月9日，图书馆迁址至海曙区药行街桑园巷的前仁慈堂旧址（药行街119号），迁址后馆舍面积扩增为1,400平方米，设有采编室、外借处、古籍部、少年儿童阅览室、流通辅导组。截至文化大革命前，图书馆共藏书159,249册，其中古籍约73,000册。文革开始后，1969年10月，馆舍被占为市文化系统“斗、批、改干校”，图书馆随之关闭。1970年2月21日，宁波市图书馆建制撤销并与宁波市文管会合并组成宁波市图书文物馆。文革结束后，宁波市图书馆又于1978年恢复了建制。
1988年11月宁波市图书馆迁入由旅港宁波籍人士、世界船王包玉剛捐资修建的永丰路新址，新址面临姚江，馆舍面积8,187平方米。永丰路新址于1989年5月1日正式对外开放:59。2001年宁波市政府投资对图书馆进行扩建装修，市馆舍总面积达到了目前的12,000平方米。当时设有图书外借室、少儿借阅室、报刊阅览室、古籍地方文献阅览室、天一音乐馆、外文阅览室等十余个服务窗口及采编部、辅导部、技术部、办公室等部门。2013年，宁波市政府在专题会议纪要中提出在宁波东部新城为图书馆新建馆舍，新馆于2018年11月竣工验收实现部分开放，并于12月28日开馆。图书馆借新馆投运契机亦设计了新的图书馆标志，并由宁波市图书馆更名为宁波图书馆。新馆舍投用后承担着宁波市公共图书馆服务体系的中心馆的职能。

## 馆舍
宁波图书馆现有两个主要馆舍，一为由包玉刚捐资建造于1989年投用的永丰路馆舍，一为位于宁波东部新城于2018年投用的新建馆舍。

### 永丰馆
宁波图书馆永丰馆位于海曙区永丰路135号，为纪念捐赠500万港元建设该馆舍的著名旅港宁波籍人士、世界船王包玉刚而被命名为宁波市包玉刚图书馆:59。馆舍于1988年兴建，1989年5月1日开馆投入使用，建成投用时建筑面积8,187平方米，由五层的书库、四层的阅览楼、三层的多功能厅、二层的门厅组成，其中书库楼1,508平方米，阅览楼1,600平方米，多功厅楼1,100平方米，门厅楼516平方米。建成后，馆内的计算机网络等设备和消防、电气等设施先后进行过升级或添置:62-63。
2001年宁波市政府投资2,000多万元再次对图书馆进行了较大规模的扩建，目前馆舍建筑总面积达到15,368平方米。其中读者借阅室7,067平方米，书库4,140平方米，报告厅及会议室825平方米。

### 新馆

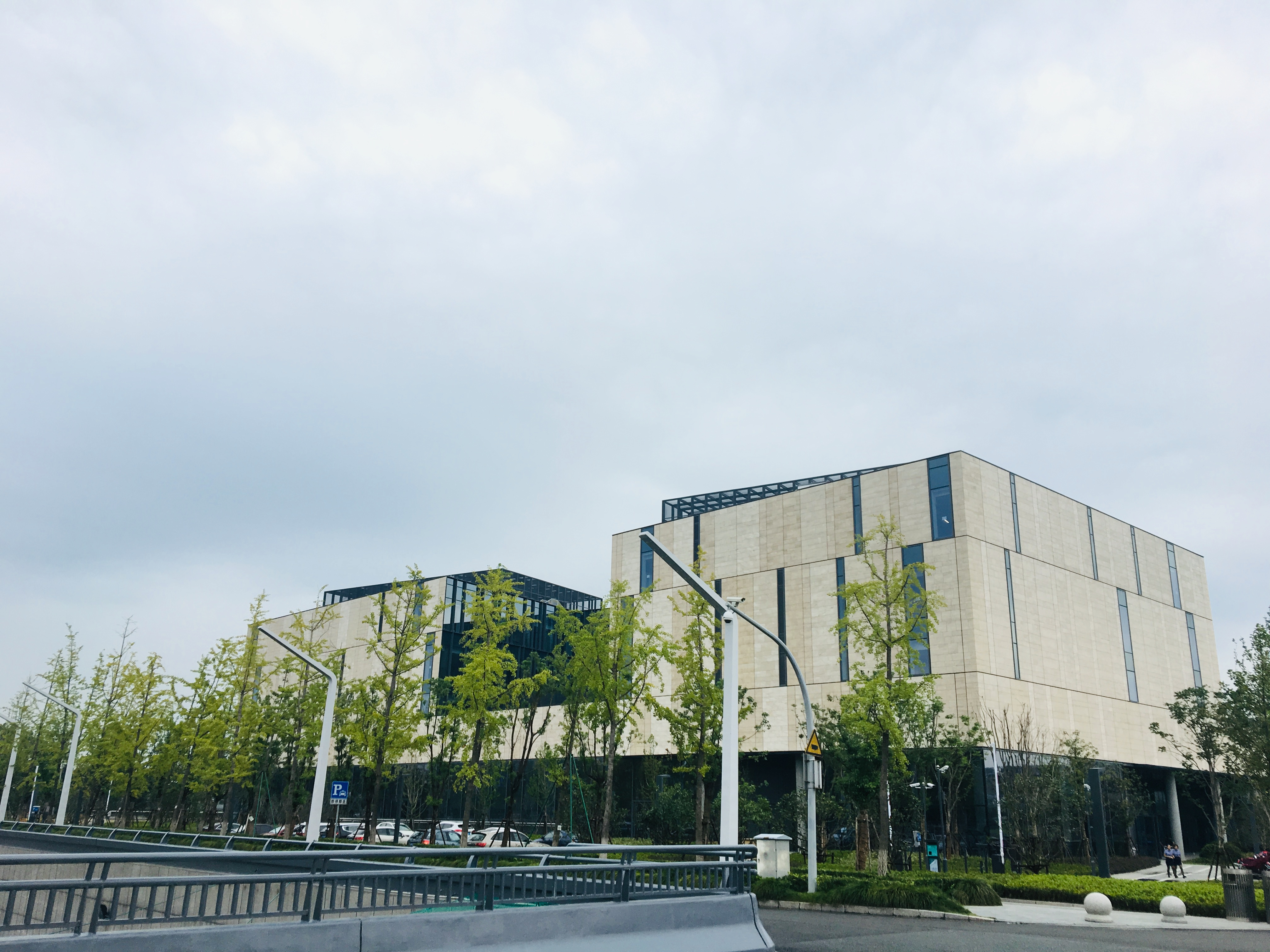
新馆外景

宁波图书馆新馆位于宁波东部新城，毗邻宁波市政府、宁波行政服务中心，新馆建设项目于2015年8月17日开工建设，2016年底主体结顶，2018年11月30日正式竣工验收，并于2018年12月28日开馆。
2013年，宁波市政府专题会议纪要中提出在宁波东部新城为宁波图书馆新建馆舍。在当年举行的宁波图书馆新馆建筑概念设计方案国际邀请竞赛中，丹麦SHL建筑师事务所上海办事处的方案在4家中国公司和2家国外公司的方案中拔得头筹。该事务所也为上海图书馆东馆、上海少年儿童图书馆新馆等多个图书馆，及同处宁波东部新城的宁波职工之家、宁波日报报业集团总部提供了设计服务。新馆建筑获2020年浙江省建设工程钱江杯优质工程奖。
新馆建设投资约2.49亿元，馆舍呈盒式结构共五层，其中地下一层，地上四层，建筑面积达到31,405平方米，建筑高度约24米。建筑以中庭为中心，往上通过中部回廊向上来到3个巨大的开放式布置空间，连接东、西、南三幢建筑。新馆广泛采用了绿色建筑的技术，包括通过利用自然光线帮助改善室内照明、利用中庭构造实现优良的自然通风、利用清水混凝土材质在夏季和冬季帮助保持建筑恒温等措施和技术实现了被动式节能。
新馆建筑内有8,000平方米的开敞文化市集。新馆日期望接待量为7,000至8,000人，馆内将设有3,000个固定自习桌。新馆一层附带夹层，除大厅、借阅和阅览区（室）外，还包括采编加工室、配送中心、自习室、咖啡厅等功能空间。二层有古籍阅览室、专业古籍修复区、恒温恒湿密集书库、展厅，并设置了东西两个休闲露台。三楼为特色馆藏区及音乐主题阅览区，其中音乐主题阅览区则包含有纸质书籍阅览室、馆藏黑胶唱片欣赏区、Hifi欣赏室、音乐沙龙及专业录音棚。四楼为乔石书房、创客空间、培训室及沙龙室。建筑地下一层与市民广场联通，并设有读者餐厅。
新馆的功能定位为宁波市公共图书馆服务体系的中心馆，宁波地区文献保障中心、公共图书馆数字资源及服务中心、地方文献数字化建设中心、纸质图书采编配送中心、公共图书馆业务培训教育中心、公共图书馆服务网络发展中心。

## 馆藏

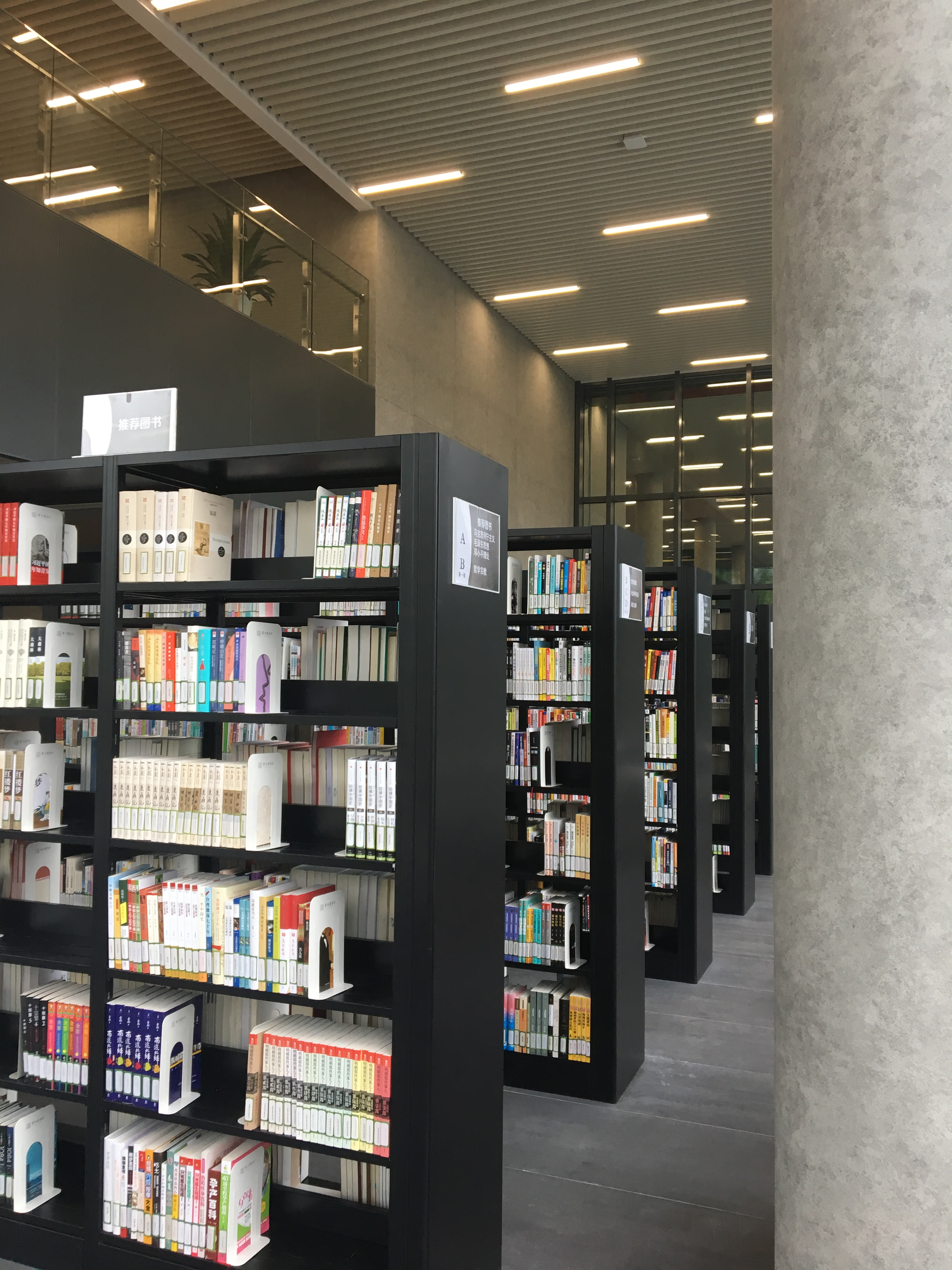
新馆自助阅览室书架

1997年，宁波图书馆建立了地方文献书库，现位于新馆三层。地方文献书库中的资料内容丰富，涉及宁波的政治、经济、文化等各个领域，收藏了甬籍文人、院士等著名人士的著述以及宁波地方报刊、地方志等。地方文献书库为宁波图书馆特色馆藏之一，现有地方文献4万余册，方报刊3,000余种，其中各类地方志达1,000余种，并对部分大型捐赠设有专藏:71。此外，图书馆还提供艺术藏本、盲人读物等特色馆藏。乔石书房位于新馆四层，收录了乔石的各类藏书2.6万余册，音像文献300多种、书画百余幅和照片资料2万余张。
截止2020年底，纸质藏书约308万册（其中古籍约6万册）、电子数据库69个、电子文献104TB。馆藏数量目前仍在不断攀升，2020年新入藏图书数量为25.2万册。

## 馆务

### 馆务概况
宁波图书馆2020年全年进馆人数56万人次，网络图书馆访问128万人次、点击1.8亿次，共有持证读者23万人；外借图书258万册次、71万人次；举办阅读活动677场（含线上490场），参加人数437万人次。2021年财政预算为11,549.3万元。图书馆共有12个下设机构部门，包括：办公室、后勤管理部、学术研究部、文献借阅部、阅读推广部、事业发展部、特藏文献部、资源采编部、技术研发部、文化信息中心、专题活动部、读者服务部，截至2020年底宁波图书馆共有馆员164人（包括专业技术人员81人）。

### 服务窗口
永丰馆和新馆两馆均各设有为读者提供借书证办理、咨询等基础服务项目的读者服务台，以及供开展音乐和影视资料欣赏与交流的天一音乐馆。

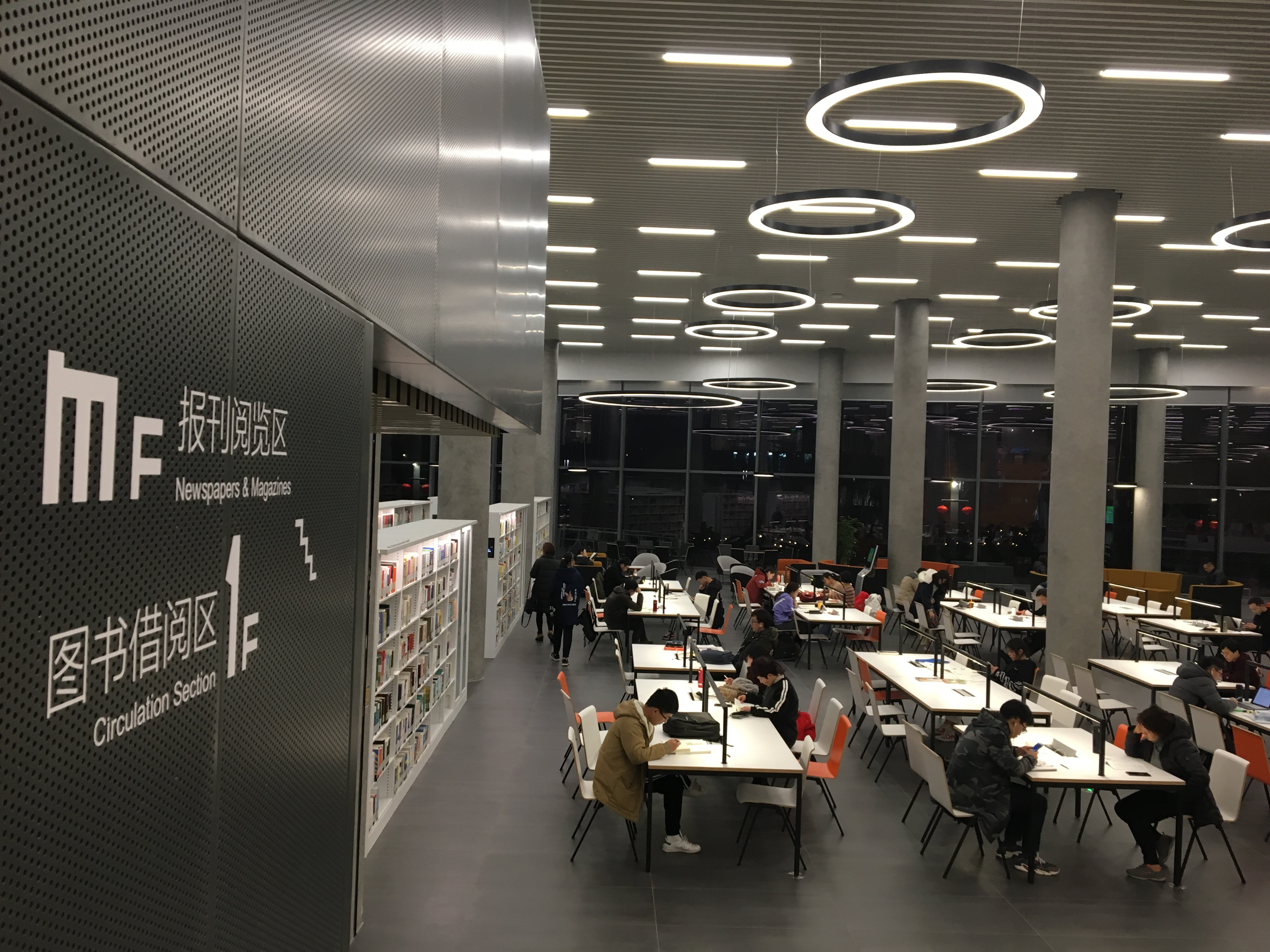
新馆一层阅览室

永丰馆设有三个借阅室和兩个阅览室，三个借阅室分别为综合借阅室、社科借阅室和少儿借阅室，分别提供了基础藏书、中文社科图书馆和少儿图书的开架借阅；兩个阅览室分别为报刊阅览室、电子阅览室，提供中华人民共和国建国以来的过刊过报、馆藏数字资源的阅览服务。此外，专设有供读者自学的125座读者自修室、供活动使用的250座报告厅、提供饮食、文化和图书馆业务用品等的读者休闲吧。
新馆设有三个借阅区、五个阅览区、两个特色书房和两个特色空间。三个阅览区分别为图书借阅区、幼儿借阅区、少儿借阅区。五个阅览区分别为报刊阅览区、古籍阅览区、电子阅览区、地方文献阅览区（艺术、参考文献阅览区附设于其中）、外文阅览区。两种特色书房分别是：收藏来自宁波友好城市赠予的图书、画册等相关文献资料的友城书房，以及收藏原全国人大常委会委员长乔石私藏图书、手札、书画、照片及遗物的乔石书房。两个特色空间分别为：用于举办文化艺术展览活动的艺术空间，以及用于举办创意交流与实践活动的创客空间。此外还设有300座报告厅、200座多功能厅各一个。与永丰馆不同的是，新馆设有提供自助借阅服务的自助图书馆，提供盲文图书阅读服务的视障阅览室以及供预约使用的大小研习室共4间。

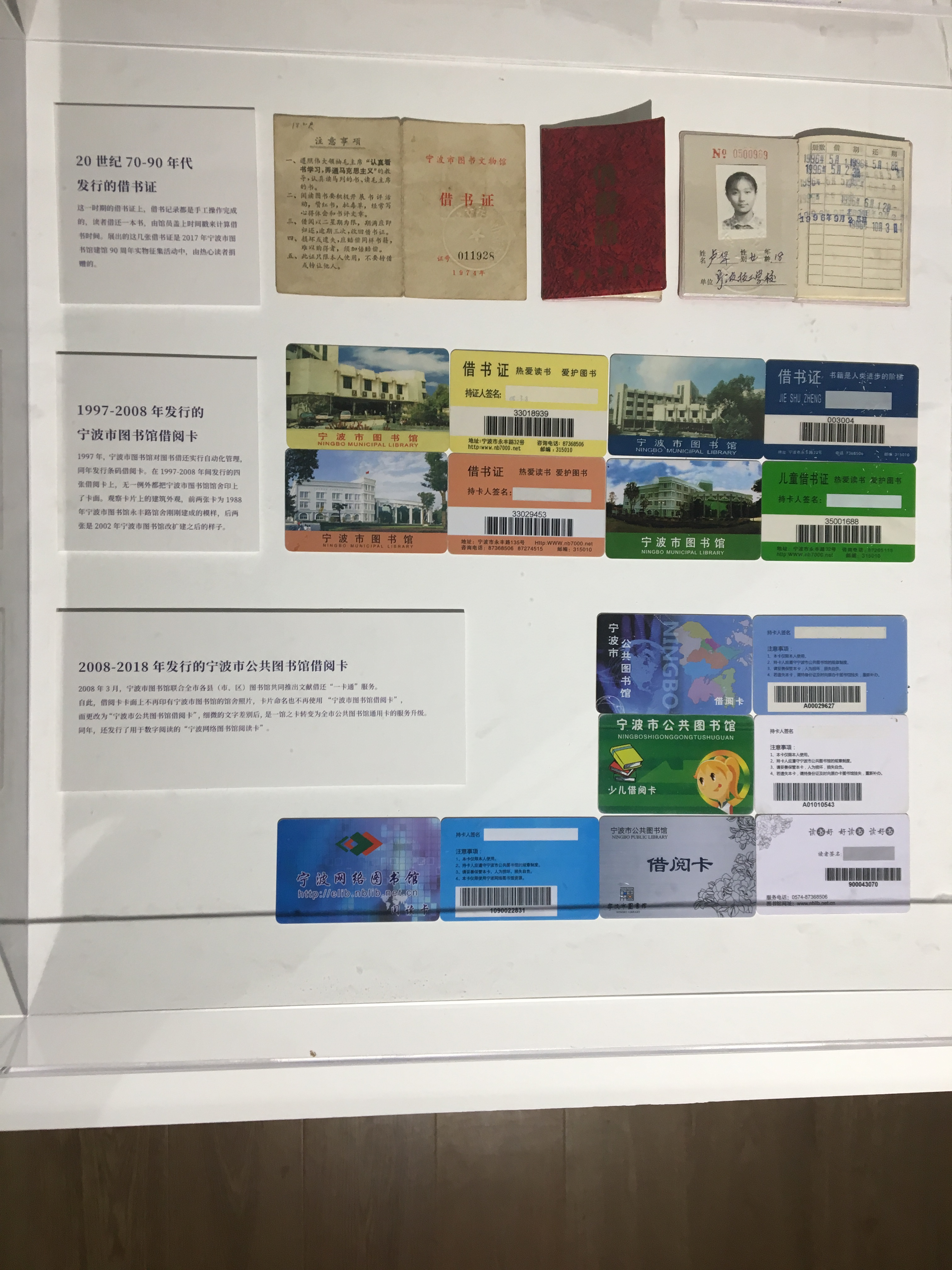
图书馆曾使用的各种借阅卡

### 数字服务
宁波图书馆还提供数字文献服务，在线服务板块提供了宁波特色数据库在线检索和宁波图书馆网络图书馆等文献检索和下载服务，通过IP登录宁波市范围内的IP地址均可获取相应的文献服务。此外，宁波市图书馆也是宁波数字图书馆的成员单位，包括宁波大学园区图书馆等宁波市主要公共图书馆和宁波大学等在甬高校都是该图书馆成员单位，数字图书馆主要由宁波大学园区图书馆承办。数字图书馆服务于2008年1月18日启动，服务实现了各共建单位的文献资源共享，宁波市范围内的IP地址均可在数字图书馆获取多种中外文文献。2020年图书馆数字资源全年访问量1.8亿次、下载量192万次。

### 馆外服务
宁波图书馆除设有大榭开发区分馆、高新区梅墟分馆、保税区分馆、东钱湖分馆、李惠利东部医院分馆、人文地理馆等分馆外，还利用巴士或当地空间在设立乡镇、校园、政府机关等设立流动图书馆。并免费提供图书和期刊，免费提供不定期更换图书、“你点书我买单”、“你选我买”等一系列服务。此外，图书馆还在海曙区、鄞州区、江北区、镇海区、北仑区、象山县和部分地铁站设置了一定数量的24小时自助图书馆，推行天一约书服务，其中宁波轨道交通鼓楼站的月借阅量在全国200多台信用借阅柜中月借还量位居第一。

### 科研与刊物
宁波图书馆办有四种刊物，其一为地方文献刊物《宁波文献》，刊物于2019年8月创刊发行，其主要内容为发掘、呈现、整理和研究宁波及周边地区文献资源；其二为《甬图通讯》，主要刊载宁波地区图书馆工作信息和学术研究、图情评论文章；此外还有《天一文简》和《天一文荟》，前者为图书资讯、书评类刊物，后者为专供宁波市各级领导干部、人大代表和政协委员参考的时政文摘。